# Solenocaulon jedanensis
Solenocaulon jedanensis är en korallart som beskrevs av Nutting 1911. Solenocaulon jedanensis ingår i släktet Solenocaulon och familjen Anthothelidae. Inga underarter finns listade i Catalogue of Life.